# Домінік Данн
Домінік Еллен Данн (англ. Dominique Ellen Dunne; 23 листопада 1959, Санта-Моніка, Каліфорнія, США — 4 листопада 1982, Лос-Анджелес, Каліфорнія, США) — американська акторка театру, кіно та телебачення. Проривною стала головна роль Дани Фрілінг у фільмі жахів «Полтергейст» (1982). 
30 жовтня 1982 року її задушив Джон Томас Свіні, її колишній партнер, відомий випадками домашнього насильства, і 4 листопада після 5 днів у комі 22-річна Домінік Данн померла. Хоча судова справа набула значного резонансу в ЗМІ і Свіні визнали винним у навмисному вбивстві — він провів у в'язниці лише два з половиною роки.

## Ранні роки
Народилася в Санта-Моніці, Каліфорнія, була наймолодшою дитиною Еллен Беатріс «Ленні» (до шлюбу Гріффін), спадкоємиці ранчо, і Домініка Данна, письменника, продюсера й актора. Мала ірландське та мексиканське походження, її батько народився та виріс в ірландській католицькій родині, її дідусь по материнській лінії був американцем ірландського походження, а бабуся по материнській лінії була мексиканкою з Сонори, Мексика. Мала двох старших братів, Александра «Алекса» і Гріффіна Данна, який став актором і режисером. Вона — племінниця письменників Джона Грегорі Данна та Джоан Дідіон. Її хрещеними батьками були Марія Купер-Дженіс, дочка акторів Гері Купера та Вероніки «Роккі» Купер, і продюсер Мартін Мануліс. Батьки розлучилися 1965 року.
Навчалася у школах в Лос-Анджелесі, Вотертауні, штат Коннектикут, і Фаунтіні, штат Колорадо. Після закінчення школи провела рік у Флоренції, Італія, де вивчала мистецтво й італійську мову. 
Вивчала акторську майстерність у майстерні Мілтона Катселаса та з'являлася в різних постановках, зокрема «Вестсайдська історія», «Мишоловка» та «Мої три ангели».

## Кар'єра
Першу роль виконала в телевізійному фільмі 1979 року «Щоденник підлітки-автостопниці». Потім мала повторювані ролі другого плану в епізодах популярних телевізійних серіалів 1980-х, як-от «Лу Грант», драматичному серіалі «Сім'я» (1980, Еріка), «Подружжя Гарт» та «Слава». Мала постійну роль Пауліни Борнстайн у комедійно-драматичному серіалі «Відрив» (1980—1981), а також з'явилася в кількох телевізійних фільмах.
Після низки телевізійних проєктів 1981 року отримала головну роль Дани Фрілінг у надприродному жахастику «Полтергейст». Данн зіграла доньку-підлітку подружжя, чию родину тероризують зловмисні привиди. Фільм знімав Тоуб Гупер, продюсером був Стівен Спілберг. «Полтергейст» вийшов на екрани 1982 року, для Данн це була перша головна кінороль та єдина поява в кінотеатрі. Стрічка отримала схвальні відгуки критики й стала комерційно успішною: посіла 8 сходинку найкасовіших стрічок 1982 року, а з моменту виходу на екрани стала культовою. Данн мала повторити свою роль у наступних частинах франшизи, але померла до початку виробництва сиквелу: «Полтергейст 2», знятий 1985 році та випущений 1986 року. У ньому пояснюється відсутність Дани Фрілінг тим, що вона поїхала навчатися в коледж. Згодом зіграла у вестерні «Вершники тіні» (1982) й Емі Кент у кримінальному серіалі «Каліфорнійський дорожній патруль» (1982).
Після смерті за її участю вийшов епізод серіалу «Блюз Гілл-стріт». Данн зіграла юну матір — жертву жорстокого поводження з боку батьків, що вирішила віддати дитину на усиновлення, аби уникнути повторення циклу жорстокої поведінки; через сварку з її майбутнім убивценю Джоном Свіні синці Домінік Данн були природними. Епізод транслювався вперше 18 листопада 1982 року, через 12 днів після її похорону, і був присвячений її пам'яті.
1982 року Данн отримала роль у мінісеріалі «V», але померла під час знімання, і роль виконала Блер Тефкін. За словами творця серіалу Кеннета Джонсона, відзняті кадри з Данн згодом використали. Серіал вийшов 1983 року і був присвячений її пам'яті.

## Стосунки з кривдником
1981 року на вечірці Домінік Данн познайомилася з су-шефом ресторану «Ma Maison» Джоном Томасом Свіні. Після кількох тижнів знайомства вони разом переїхали в будинок з однією спальнею на Рейнджлі-авеню в Західному Голлівуді. Ревнивий та владний Свіні часто влаштовував сварки і бив Данн. Згідно з однією версією, під час сварки 27 серпня 1982 року він вирвав у неї пасма волосся. Данн втекла до будинку матері. Свіні прийшов туди і почав стукати в двері та вікна, вимагаючи його впустити. Матір Данн проганяла його і погрожувала викликати поліцію. За кілька днів Данн повернулася до дому, який ділила зі Свіні, і вони відновили стосунки.
Під час чергової сварки в їхньому будинку 26 вересня 1982 року Свіні схопив Данн за горло, кинув на підлогу і почав душити. Друг, який у той час перебував з парою, почув «гучні блювотні звуки» та вбіг у кімнату. Данн сказала, що Свіні намагався її вбити, але той усе заперечив і попросив її повернутися в ліжко. Вона вдала, що збирається виконати прохання, але непомітно вискочила з вікна ванної кімнати. Свіні почув запуск двигуна автомобіля, вибіг і стрибнув на капот. Данн зупинила автомобіль, щоб Свіні встиг зіскочити з капота, а потім поїхала. Наступні кілька днів вона залишалася з мамою або у друзів. Пізніше вона подзвонила Свіні і порвала стосунки. Він виїхав, Данн змінила замки та повернулася до будинку на Рейнджлі-авеню.

## Вбивство та наслідки

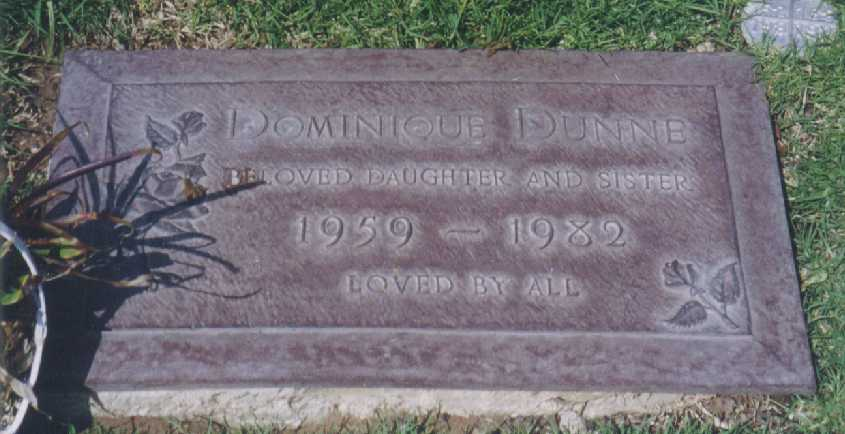
Надгробок могили Данн

30 жовтня 1982 року, через кілька тижнів після того, як Свіні та Данн розійшлися, Данн вдома репетирувала роль для серіалу «V» з Девідом Пекером. Коли вона розмовляла з подругою телефоном, Свіні змусив оператора втрутитися в розмову. Данн сказала подрузі: «О Боже, це Свіні. Дай мені можливість змусити його повісити слухавку». Через 10 хвилин Свіні з'явився вдома у Данн. Після розмови з ним через замкнені двері вона погодилася поговорити з ним на ґанку, а Девід Пекер залишився всередині. Надворі вони почали сперечатися. Пізніше Пекер розповів, що чув цмокання, два крики і тупіт. Стурбований, він подзвонив у поліцію, але йому повідомили, що дім Данн знаходиться поза їхньою юрисдикцією. Потім Пекер зателефонував другові і сказав йому, що якщо його знайдуть мертвим, його вбивця — Джон Свіні.
Пекер вийшов через чорний вхід, підійшов до під'їзної дороги й побачив Свіні в найближчих кущах, який стояв на колінах над Данн. Свіні сказав Пекеру викликати поліцію. Коли поліція прибула, Свіні зустрів їх на під'їзді з піднятими руками і словами: «Я вбив свою дівчину і намагався вбити себе». Свіні свідчив, що вони посварилися, але не міг пригадати, що сталося після цього. Він стверджував, що пам'ятає лише те, що був на ній, обхопивши руками її шию.
У лікарні Данн перебувала на апараті життєзабезпечення, не приходячи до тями. Результати обстеження показали, що через дефіцит кисню у неї відсутня мозкова активність. 4 листопада (за 19 днів до її 23-річчя) її батьки дали згоду на відключення від апарату життєзабезпечення. На прохання її матері, нирки і серце Данн були передані для трансплантації. Похорони відбулися 6 листопада в Беверлі-Гіллз. Хрещений, Мартін Мануліс, виголосив панегірик. Її поховали на цвинтарі Вествуд.
У ніч нападу офіцери знайшли Свіні, який стояв біля непритомної Данн на під'їзді. Представник шерифа Західного Голлівуду повідомив журналістам, що Свіні сказав поліціянтам: «Я вбив свою дівчину». Його негайно заарештували та звинуватили в замаху на вбивство. Після смерті Данн ці звинувачення зняли, і висунули звинувачення у вбивстві першого ступеня, що він не визнавав. Під час попереднього судового засідання Свіні зізнався, що 26 вересня 1982 року застосував сили і в епізоді «Блюз Гілл-стріт» синці на тілі Данн справжні, йому висунули звинувачення у нападі з тяжкими тілесними ушкодженнями. Однак він заперечував напад на Данн, стверджуючи, що вона випадково отримала синці, коли він намагався перешкодити їй вийти з дому.

### Суд над Свіні
Судовий процес розпочався у серпні 1983 року під головуванням судді Бертона Каца. Під час суду Свіні виступив на свій захист. Він засвідчив, що не мав наміру завдати шкоди Данн тієї ночі, коли прибув до її будинку. Він стверджував, що вони помирилися і планували знову жити разом, обговорювали одруження та батьківство. У ніч проти 30 жовтня Свіні сказав, що Данн раптово змінила свою думку, сказавши йому, що не мала наміру сходитися знову. У цей момент він «вибухнув і кинувся на неї». Свіні стверджував, що не пам'ятає нападу на Данн, поки не виявив, що він був на ній, обхопивши руками її шию. Тоді зрозумів, що вона не дихає. Свіні сказав, що намагався надати їй допомогу. Він спробував провести їй серцево-легеневу реанімацію, що спричинило у Данн блювоту. Свіні сказав, що він також вирвав, забіг у будинок Данн і намагався скоїти самогубство, випивши дві пляшки таблеток. Він повернувся на під'їзну доріжку, ліг біля Данн і чекав, поки таблетки почнуть діяти. Призначений судом адвокат Свіні Майкл Адельсон стверджував, що дії його клієнта не були ні навмисними, ні вчинені зі злим умислом. Натомість стверджував, що Свіні, спровокований обманом Данн, діяв у «в нападі гніву».
Сім'я Данн заперечила твердження Свіні про їхнє примирення. Вони наполягали, що він прийшов до Данн 30 жовтня, намагаючись помиритися. Прокуратура та поліцейські слідчі також відкинули версію подій Свіні, оскільки не було доказів вживання таблеток. Після прибуття офіцери сказали, що поведінка Свіні була «спокійна та зібрана». Перший офіцер, що прибув на місце події, Френк Демілі, засвідчив, що Свіні сказав йому: "Чоловіче, я зірвався. Я її вбив. Я не думав, що я її так сильно душив, але я не знаю, я просто продовжував її душити. Я просто втратив самовладання і облажався". Судмедексперт, який проводив розтин Данн, встановив, що жертву душили щонайменше три хвилини. Враховуючи ці результати розтину, поліція та прокурори відхилили аргумент захисту про те, що Свіні діяв несвідомо, мотивуючи це тим, що протягом цих трьох хвилин він мав достатньо часу відновити контроль над своїми діями, які могли врятувати Данн життя.
Для встановлення насильницької поведінки Свіні прокуратура викликала до суду одну з колишніх партнерок Свіні, Ліліан Пірс. На прохання адвоката Свіні Пірс давала свідчення без присяжних. Вона заявила, що вони періодично зустрічалися у 1977—1980 роках. Пірс стверджувала, що під час стосунків Свіні нападав на неї 10 разів, і внаслідок яких її двічі ушпиталювали. Під час одного з нападів він пошкодив їй барабанну перетинку та легені. Також він зламав їй ніс.
Під час свідчень Пірс Свіні розлютився та побіг до дверей, що ведуть до кімнати судді. Його приборкали двоє приставів і четверо озброєних охоронців. Свіні прикували наручниками до стільця, і він почав плакати. Він перепросив перед судом за вибух, який суддя Кац прийняв. Адвокат Майкл Адельсон попросив визнати свідчення Пірс неприйнятними через їхню «упередженість». Суддя Кац задовольнив прохання, і присяжні дізналися про свідчення Пірс лише після суду. Він відмовив у свідченнях матері Данн, Елен Данн, а також друзям Данн, посилаючись на їхні заяви про образливий характер підсудного як свідчення з чужих слів.
29 серпня адвокат захисту Майкл Адельсон звернувся до судді Каца з проханням визнати відсутність достатніх доказів для судового розгляду за звинуваченням у вбивстві першого ступеня. Суддя Кац задовольнив прохання, і тому присяжним було доручено розглянути звинувачення у ненавмисному вбивстві або вбивстві другого ступеня. Окружний прокурор Стівен Баршоп заявив, що ці рішення судді серйозно підірвали справу.
21 вересня 1983 року, після восьми днів обговорення, присяжні виправдали Джона Свіні у вбивстві другого ступеня, але визнали його винним за легшим обвинуваченням у вбивстві, вчиненому у стані афекту, у нападі 26 вересня 1982 року. Сім'ю Данн обурив вирок, вона назвала його «несправедливим». На слова Каца про дотримання судової системи батько жертви, Домінік Данн, вигукнув: «Не для нашої сім'ї, суддя Кац!». Перед тим, як покинути зал суду, Домінік Данн звинуватив суддю у навмисному приховуванні свідчень колишньої дівчини Свіні від присяжних, що мало б підтвердити його системну насильницьку поведінку з жінками. Організація захисту прав потерпілих Victims for Victims, заснована акторкою Терезою Салданою, протестувала проти вироку, влаштувавши марш біля будівлі суду. Кілька ЗМІ також обговорювали судовий процес і вирок: критикували рішення. За опитуванням глядачів, суддю Каца оцінили як четвертого найгіршого суддю в окрузі Лос-Анджелес.
7 листопада Свіні отримав 6 років ув'язнення за ненавмисне вбивство, що було максимальним покаранням за цей злочин, з додатковими 6 місяцями за напад. Суддя Кац розкритикував вердикт присяжних про ненавмисне вбивство. Голова присяжних Пол Шпайгель повідомив, що члени журі здивовані критикою судді. Шпайгель вважав, що критика судді Каца походить не від їхнього вердикту, а від різкої критики, яку він отримав після. Далі Шпайгель сказав, що якби присяжні вислухали всі свідчення, вони б засудили Свіні за навмисне вбивство.

### Наслідки
За порадою Марі Бреннер Домінік Данн вів щоденник протягом процесу. Пізніше його записи були опубліковані в статті «Vanity Fair» «Правосуддя: розповідь батька про суд над вбивцею його дочки» за березень 1984 року.
Через рік після смерті доньки матір Домінік, Еллен «Ленні» Данн, заснувала групу захисту прав жертв Justice for Homicide Victims.
Джон Свіні відбував покарання у Сьюзенвіллі, Каліфорнія. Умовно-достроково звільнений у вересні 1986 року, відбувши лише два з половиною роки свого шести з половиною років ув'язнення. Після звільнення влаштувався шеф-кухарем в елітному ресторані в Санта-Моніці, Каліфорнія. Брат Данн, Гріффін, з матір'ю якийсь час роздавали відвідувачам листівки біля цього ресторану з написом: «Їжа, яку ви будете їсти сьогодні ввечері, приготовлена руками, які вбили Домінік Данн». Свіні залишив роботу через ці протести і переїхав з Лос-Анджелеса.
У середині 1990-х з Домініком Данном зв'язався лікар із Флориди, який натрапив на статтю про смерть Данн. Лікар повідомив, що його дочка нещодавно заручилася з шеф-кухарем Джоном Свіні, і запитав, чи то вбивця. Його впізнали і брат Данн, Гріффін, зв'язався з жінкою та попросив її переглянути своє рішення. Свіні звинуватив Даннів у переслідуваннях, і, щоб уникнути подальших сварок, змінив ім'я. У пізніших інтерв'ю про вбивство своєї доньки батько поділився, що деякий час користувався послугами приватного детектива Ентоні Пеллікано та попросив його стежити за Свіні та повідомляти про його дії і місцеперебування. За словами батька Данн, Пеллікано повідомив, що Свіні переїхав на Тихоокеанський північний захід, взяв ім'я Джон Маура і продовжував працювати шеф-кухарем. Пізніше сказав, що він вирішив більше не марнувати своє життя, переслідуючи Свіні.

## Фільмографія
| Рік       |    | Українська назва                 | Оригінальна назва              | Роль              |
| --------- | -- | -------------------------------- | ------------------------------ | ----------------- |
| 1979      | тф | Щоденник підлітка-автостопниці   | Diary of a Teenage Hitchhiker  | Кеті Робінсон     |
| 1979—1980 | с  | Лу Грант                         | Lou Grant                      | різні ролі        |
| 1980      | с  | Сім'я                            | Family                         | Еріка             |
| 1980      | тф |                                  | Valentine Magic on Love Island | Шеріл             |
| 1980—1981 | с  | Уходячи у відрив                 | Breaking Away                  | Пауліна Борнстайн |
| 1981      | тф |                                  | Unit Four                      | Трейсі Філліпс    |
| 1981      | тф |                                  | The Day the Loving Stopped     | Джуді Даннер      |
| 1982      | с  | Слава                            | Fame                           | Трейсі            |
| 1982      | с  | Подружжя Гарт                    | Hart to Hart                   | Крісті            |
| 1982      | ф  | Полтергейст                      | Poltergeist                    | Дана Фрілінг      |
| 1982      | тф | Вершники тіні                    | The Shadow Riders              | Сіссі Травен      |
| 1982      | с  | Каліфорнійський дорожній патруль | CHiPs                          | Емі Кент          |
| 1982      | с  | Квест                            | The Quest                      | італійка          |
| 1982      | с  | Блюз Гілл-стріт                  | Hill Street Blues              | мама              |
| 1983      | с  | V                                | V                              | Робін Максвелл    |